# 앤 트워미
앤 투미(Anne Twomey, 영어 발음: /ˈtuːmiː/, 1951년 6월 7일 ~ )는 미국의 배우이다.
보스턴에서 태어났다.

## 출연 작품
- 이창 (1998년)
- 웨딩 소나타 (1997년) - 셀라 역
- 스카우트 (1994년) - 제니퍼 역
- 할아버지의 비밀 (1992년)
- 오르페우스의 환생 (1990년)
- 마피아 신부 (1988년)
- 전장의 마술사 (1986년) - 몰리 그레인저 역
- 컴퓨터 인간 (1986년)

### 텔레비전
- LA 로 (1986년)
- 법과 질서 (1990년)
- 사인필드 (1990년)